# Osięciny (gmina w województwie warszawskim)
Osięciny (do 1870 miasto Osięciny) – dawna gmina o nieuregulowanym statusie istniejąca w latach 191?-1922 w woj. warszawskim. Siedzibą władz gminy była osada miejska Osięciny.
Do 1 października?/13 października 1870 Osięciny były miastem i stanowiły odrębną gminę miejską; po odebraniu praw miejskich i przekształceniu w osadę, miejscowość została włączona do gminy Osięciny (powiat radziejowski, następnie nieszawski; gubernia warszawska).
Podczas I wojny światowej niemieckie władze zaborcze przywróciły Osięcinom samorząd miejski, lecz miejscowość nie została uwzględniona w dekrecie z 4 lutego 1919 o samorządzie miejskim, ani w jego uzupełnieniach. Ponieważ Osięciny nie wróciły do kategorii osad i nadal rządziły się ustawą okupacyjną stanowiły jednostkę o nieuregulowanym statusie (powiat nieszawski, woj. warszawskie)
Ostatecznie w wykazie podziału administracyjnego GUS:u z 1923 roku (stan na 1 stycznia) Osięciny nie zostały zaliczone do miast i znalazły się ponownie w składzie gminy Osięciny.